# Thomas Motzke
Thomas Motzke (* 12. Mai 1968 in Schwabmünchen) ist ein ehemaliger deutscher Fußballspieler (Mittelfeld).
Thomas Motzke begann als Schüler und Jugendlicher beim TSV Klosterlechfeld zu spielen. In der Saison 1988/1989 spielte er für den FC Augsburg. Motzke spielte dann in der 2. Bundesliga für Blau-Weiß 90 Berlin 1989 und 1991 66-mal. Für den TSV 1860 München wurde er in der Saison 1991/1992 21-mal in der 2. Bundesliga Süd eingesetzt. Er kehrte dann zum FC Augsburg zurück, wo er bis Juni 1996 zum Kader gehörte. Er wechselte zur SpVgg Greuther Fürth, wo er bis Ende 1997 blieb. Von Juli 1998 bis Juni 2000 gehörte er zum Kader des damaligen Bundesligisten SSV Ulm 1846. Er beendete dann wegen Knieproblemen seine Sportkarriere als Spieler. Er trainierte 2000 noch die Mannschaft des TSV Schwabmünchen und führte sie zum Aufstieg in die Landesliga Süd.
Nach seiner Fußballkarriere wurde er Privatkundenbetreuer in einer Bank und ist Vater von drei Kindern.